# Piotta (Quinto)
Piotta è una frazione di circa 200 abitanti del comune svizzero di Quinto, nel Canton Ticino (distretto di Leventina).

## Geografia fisica

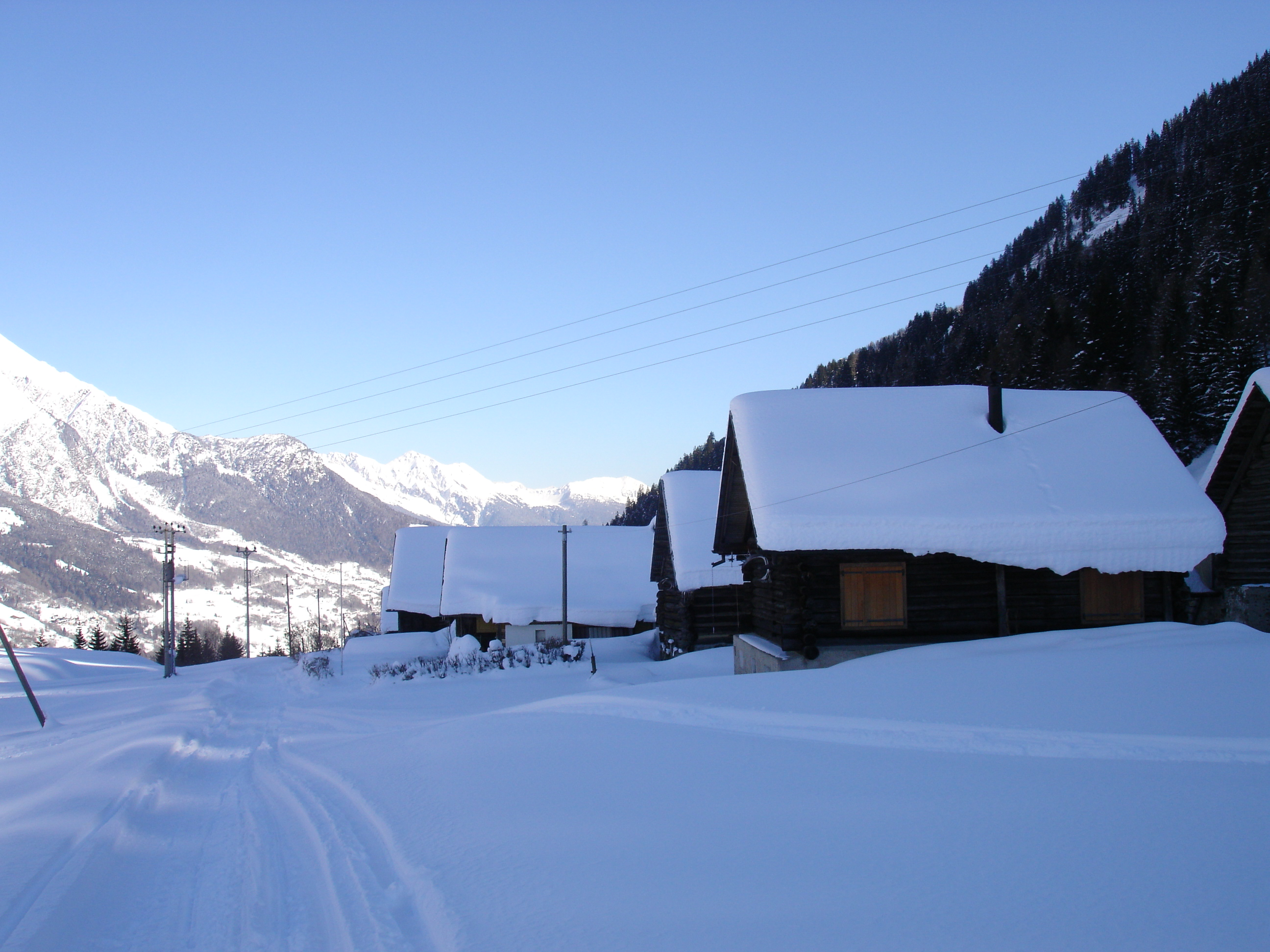
Giof

Il paese si trova nell'alta Valle Leventina, a ovest della vicina frazione di Ambrì. Sopra al paese nella parte a sud, alla quota di circa 1 400 m s.l.m., si trova un ampio terrazzo dove si situa il paesino di Giof, che è abitato solo in estate.

## Amministrazione
Ogni famiglia originaria del luogo fa parte del cosiddetto comune patriziale e ha la responsabilità della manutenzione di ogni bene ricadente all'interno dei confini della frazione.